# 20.º distrito congresional de Texas
El 20.º distrito congresional es un distrito congresional que elige a un Representante para la Cámara de Representantes de los Estados Unidos por el estado de Texas.  Según la Oficina del Censo, en 2011 el distrito tenía una población de 699 508 habitantes. Actualmente el distrito está representado por el Demócrata Joaquín Castro.

## Geografía
El 20.º distrito congresional se encuentra ubicado en las coordenadas 29°28′28″N 98°37′21″O / 29.47444, -98.62250.

## Demografía
Según la Oficina del Censo de los Estados Unidos, en 2011 había 699 508 personas residiendo en el 20.º distrito congresional. De los 699 508 habitantes, el distrito estaba compuesto por 514 092 (73.5%) blancos; de esos, 498 368 (71.2%) eran blancos no latinos o hispanos. Además 51 464 (7.4%) eran afroamericanos o negros, 4 599 (0.7%) eran nativos de Alaska o amerindios, 12 156 (1.7%) eran asiáticos, 919 (0.1%) eran nativos de Hawái o isleños del Pacífico, 113 505 (16.2%) eran de otras razas y 18 497 (2.6%) pertenecían a dos o más razas. Del total de la población 494 574 (70.7%) eran hispanos o latinos de cualquier raza; 447 136 (63.9%) eran de ascendencia mexicana, 6 901 (1%) puertorriqueña y 1 008 (0.1%) cubana. Además del inglés, 4 528 (49.7%) personas mayor a cinco años de edad hablaban español perfectamente.
El número total de hogares en el distrito era de 243 558, y el 64.3% eran familias en la cual el 31.6 tenían menores de 18 años de edad viviendo con ellos. De todas las familias viviendo en el distrito, solamente el 40.3% eran matrimonios. Del total de hogares en el distrito, el 4.7 eran parejas que no estaban casadas, mientras que el 0.6% eran parejas del mismo sexo. El promedio de personas por hogar era de 2.78. 
En 2011 los ingresos medios por hogar en el distrito congresional eran de US$37 343, y los ingresos medios por familia eran de US$52 619. Los hogares que no formaban una familia tenían unos ingresos de US$91 506. El salario promedio de tiempo completo para los hombres era de US$32 160 frente a los US$29 026 para las mujeres. La renta per cápita para el distrito era de US$17 230. Alrededor del 18.7% de la población estaban por debajo del umbral de pobreza.